# バッハマン
『バッハマン』（Bachmann）は、亡命作家であるウラジーミル・ナボコフの短編小説。1924年のベルリンでV. Sirinというペンネームのもと発表された。掲載されたのは彼の父が創刊した亡命ロシア人の新聞である「Rul」であり、のちに短編集「チョールブの帰還」(1975年)などにおさめられた。ナボコフやその息子ドミートリーによって英訳されている。
いわゆる信頼できない語り手から聞いた話を信頼できない語り手が語る、「三重底」を持った作品である。

## あらすじ
| 「 | つい先日の新聞各紙に短く載ったのは、スイスのマリヴァル村にある聖アンジェリカ養老院で、世間には忘れられた輝かしいピアニストにして作曲家 、バッハマンが死んだという知らせで、このことをきっかけに思い出したのは、彼を愛した女に関する物語であり、私はそれを興行師のザックから聞かされた。これがその物語というわけだ。 | 」 |

友人からの又聞きだと断った上で、語り手はこのような言葉で物語を始める。興行師のザックは、かつて自分がマネージメントをしていた天才的なピアニスト、バッハマンと彼を愛していたペローフ夫人との恋愛譚を語り手に伝えたのだという。それによれば、天才ではあるが幼児的で狂人じみてすらいるバッハマンと知り合ったペローフ夫人は恋に落ちる。二人は奇妙な恋愛関係を続け、バッハマンのピアノ・コンサートには必ず彼女の姿がみつかるようになる。しかし、ある日のコンサートにペローフ夫人は来なかった。熱病を患っていたのである。それに気づいたバッハマンは狂乱状態に陥り、イベントを投げ出してどこかへ行ってしまう。ザックにそれを伝えられた夫人は、雨のなかバッハマンを探しにいく。彼女の病状は悪化していくが、バッハマンは見つからない。結局彼は夫人の部屋にいたのだ。重病の夫人はその日のうちに亡くなるが、彼女の顔つきには喜びがあったという。
| 「 | 私はこれが、ペローフ夫人の生涯で唯一の幸せな夜だったのだと思う。この二人、頭の足りない音楽家と死にかけの女は、世界の偉大な詩人たちが夢にもみなかった言葉を、この夜に見つけだしたのだと思うのだ。 | 」 |

バッハマンは夫人の葬式が終わると姿を消す。6年後、ザックはミュージック・ボックスの前で騒いでいる男を見かける。しかし人だかりができているなかで「こんにちは、バッハマン」とは言えなかった。

## 分析
一読するとただの恋愛小説であるが、実際には文学的技巧の施された文体によるきわめて複雑な語りの問題がひそんでいる。なぜなら語り手にこの物語を伝えたザックによるバッハマン(とペローフ夫人)の評価がきわめて胡乱であるとともに、語り手自身もどこまでがザックから聞いた話なのか明言しないどころか(A,B,C)、「なぜか私にはこう思えるのだが 」という想像を文章に織り込んだり(D)、「彼女はタクシーを帰らせ、斜めに降り注ぐ黒い雨のなか、ステッキをかつかつといわせながらでこぼこした歩道を歩きはじめた」のように誰も見ていないはずのペローフ夫人の探索を詳細に語ったりするからである(E)。杉本一直はこの小説の語り手を「創作する語り手」と呼び、その語りのタイプを次のようにまとめている。
- A=ザックの話を直接話法で伝える
- B=ザックの話を間接話法で伝える
- C=直接話法も間接話法も使わずにザックの話を伝える
- D=語り手による創作部分(指標あり)
- E=語り手による創作部分(指標なし)[2]

この小説の文章にはこれらが混ぜ合わされており、ここに時間のズレといった問題も加わる。杉本は「バッハマン」が後期の代表作の予兆となっていることを指摘するとともに、「虚構の相対化」「語り手の復権」が目指されているとする。また、この虚構に虚構をうめこむ語り手が実はその虚構に身を任せる安心感をうみだしているという。
バッハマンのモデルは、奇癖・虚言癖があったというピアニスト、パハマンである。

## 関連書籍
日本語訳
- 加藤光也訳「ナボコフ短篇全集1」作品社、2004年

参考文献
- 杉本一直「創作する語り手 : V.ナボコフの『バッハマン』をめぐって」ロシア語ロシア文化研究22号、1990年